# 比萊 (印度)

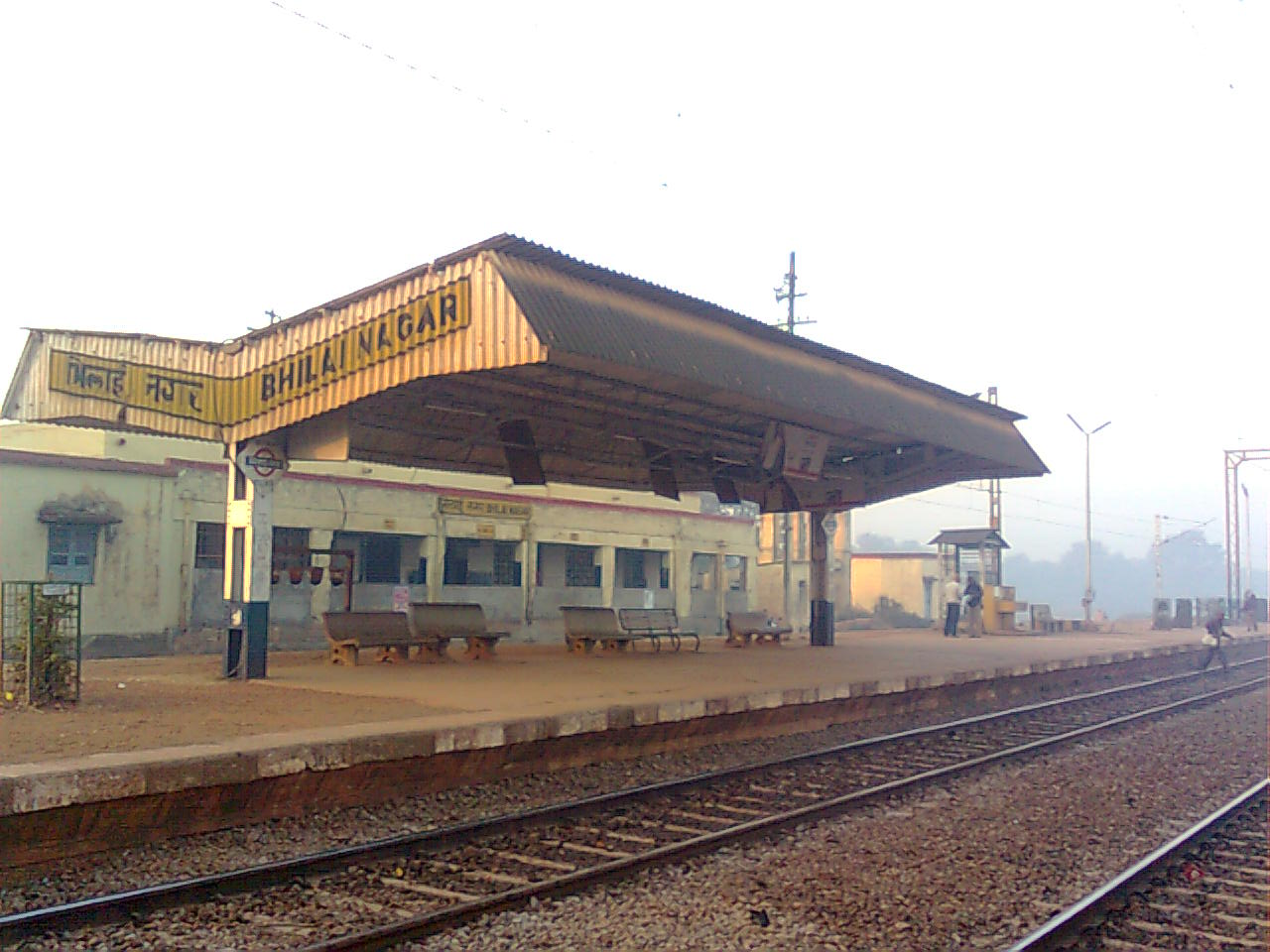

比萊（Bhilai）是印度的城市，由恰蒂斯加爾邦負責管轄，位於該國東部，距離首府賴布爾25公里，海拔高度452米，市內的鋼鐵廠有超過五萬名員工，2011年人口625,697。

## 外部連結
- Anthropology - people - Parry （页面存档备份，存于）.
- Article 154[永久].
- Sbyasachee.com （页面存档备份，存于）.
- Aakhriladai.com.
- Regularly updated Facebook Page on Bhilai